# امیلیو مارکوئز
امیلیو مارکوئز (انگلیسی: Emilio Márquez؛ زادهٔ ۱۹۷۴) موسیقی‌دان اهل ایالات متحده آمریکا است. وی از سال ۱۹۹۸ میلادی تاکنون مشغول فعالیت بوده است.